# Тијана Крстић
Тијана Крстић (1. април 1995) је српска фудбалерка и чланица женске фудбалске репрезентације Србије. Наступа за женски фудбалски клуб Спартак из Суботице и такмичи се у Супер лиги Србије за жене.

## Каријера
У националном дресу је дебитовала 2010. године против Норвешке. Наступала је за кадетску (У-17), омладинску (У-19) и сениорску репрезентацију Србије. До сада је одиграла 30 утакмица за репрезентацију и постигла је 2 гола. На међународном плану је, такође, одиграла и 8 утакмица за ЖФК Спартак, у оквиру УЕФА Лиге шампиона за жене.

## Награде и признања
До сада је освојила 3 титуле државног првака, 3 титуле победника Купа, 2 учешћа у УЕФА Лиги шампиона (2013/14, 2014/15) и једно учешће на Европском првенству (У-19).